# Sophies val (film)
Sophies val (originaltitel: Sophie's Choice) är en amerikansk dramafilm från 1982, i regi av Alan J. Pakula. Pakula skrev även filmens manus, baserat på romanen Sophies val från 1979 av William Styron. Huvudrollen spelas av Meryl Streep, som belönades med en Oscarsstatyett för bästa kvinnliga huvudroll.

## Handling
Filmen handlar om den polska immigranten Sophie Zawistowski (Meryl Streep), som har överlevt Förintelsen och nu försöker bygga upp sitt liv i Brooklyn.
Under andra världskriget tvingades hon, som kvinnlig lägerfånge, att göra ett så fruktansvärt och grymt val att det kommer att påverka henne på ett sätt som står utanför all kontroll. Mot alla odds överlever hon denna prövning, men priset hon måste betala är högt. Valet hon gjort kommer alltid att förfölja henne i en destruktiv strävan att bekämpa sin egen rädsla.

## Medverkande (i urval)
- Meryl Streep – Sophie Zawistowski
- Kevin Kline – Nathan Landau
- Peter MacNicol – Stingo